# Basamum
Basamum era considerado o deus da cura no sul da Arábia pré-islâmica. Seu nome deve, provavelmente, derivar-se da forma basam, ou balsam (bálsamo), do proto-árabe, ou seja, uma planta usada na medicina antiga.